# Władysław Łucki
Władysław Łucki, ps. „Jerzy Dańko” (ur. 5 maja 1894 w Praszce, zm. 28 grudnia 1941 tamże) – kapitan piechoty Wojska Polskiego, działacz niepodległościowy, kawaler Orderu Virtuti Militari, inwalida wojenny.

## Życiorys
Urodził się 5 maja 1894 w Praszce, w ówczesnym powiecie wieluńskim guberni kaliskiej, w rodzinie Aleksandra i Katarzyny z Jędreckich. Był młodszym bratem Wacława (1884–1937), aptekarza, odznaczonego Medalem Niepodległości, Cecylii, zamężnej z Henrykiem Jażdżewskim, z którym miała syna Konrada, i Heleny Bronisławy (ur. 1891), żony Władysława Klimeckiego (1888–1939), podoficera Wojska Polskiego, podkomisarza Służby Więziennej, naczelnika więzienia w Złoczowie.
Władysław ukończył szkołę powszechną w rodzinnej miejscowości i siedmioklasową Szkołę Handlową w Kaliszu, a następnie podjął studia na Wydziale Budowy Maszyn Szkoły Politechnicznej we Lwowie. W 1912, w czasie studiów, wstąpił do Polskich Drużyn Strzeleckich i został członkiem III plutonu 1. kompanii akademickiej. Od 29 czerwca do 5 lipca 1912 we Lwowie uczestniczył w I międzyzaborowym kursie instruktorskim PDS. Ukończył kurs podoficerski, a w 1913 był słuchaczem Szkoły Podchorążych PDS.
20 sierpnia 1914 w Kielcach wstąpił do oddziałów strzeleckich Józefa Piłsudskiego i został przydzielony do 1. kompanii I batalionu. 29 stycznia 1915 przebywał w szpitalu rezerwowym (szkoła ludowa) w Kętach. Wyróżnił się męstwem w bitwie pod Konarami (16–23 maja 1915). W czasie bitwy pod Jastkowem (31 lipca–3 sierpnia 1915) jako sierżant 1. kompanii I batalionu 1 Pułku Piechoty został ciężko ranny w głowę. Później został przeniesiony do 5 Pułku Piechoty. 28 lutego 1916 został superarbitrowany i uznany za niezdolnego do żadnej służby. W czasie służby w Legionach Polskich awansował na chorążego (28 kwietnia 1916) i podporucznika piechoty (1 stycznia 1917). Z dniem 24 stycznia 1917 został zwolniony z Legionów. W lipcu 1917, po kryzysie przysięgowym, wstąpił do Polskiej Organizacji Wojskowej. W marcu 1918 został komendantem obwodu praszkowskiego POW.
W listopadzie 1918 wziął udział w organizacji 27 Pułku Piechoty w Częstochowie. Do 19 stycznia 1919 był w tym oddziale dowódcą kompanii, a następnie został przeniesiony do 5 Pułku Piechoty Legionów. 16 stycznia 1919 został przyjęty do Wojska Polskiego z dniem 2 grudnia 1918 i mianowany porucznikiem w piechocie. 19 sierpnia 1920 został zatwierdzony z dniem 1 kwietnia 1920 w stopniu kapitana, w piechocie, w grupie oficerów byłych Legionów Polskich. Nadal pełnił służbę w 5 pp Leg. We wrześniu 1921 został przeniesiony do rezerwy i przydzielony w rezerwie do 5 pp Leg. 8 stycznia 1924 został zatwierdzony w stopniu kapitana ze starszeństwem z 1 czerwca 1919 i 761. lokatą w korpusie oficerów rezerwy piechoty. Posiadał wówczas przydział w rezerwie do 27 pp.
W latach 1922–1926 pełnił funkcję radnego miasta Praszka, a w latach 1923–1926 naczelnika miejscowej Ochotniczej Straży Pożarnej. Był członkiem Związku Ludowo-Narodowego, a następnie Stronnictwa Narodowego. Zmarł 28 grudnia 1941 w Praszce i został pochowany na miejscowym cmentarzu. Rodziny nie założył.

## Ordery i odznaczenia
- Krzyż Srebrny Orderu Wojskowego Virtuti Militari nr 7094 – 17 maja 1922[21][22]
- Krzyż Niepodległości – 18 października 1932 „za pracę w dziele odzyskania niepodległości”[23][24][25]
- Krzyż Walecznych dwukrotnie (po raz pierwszy w 1922 za działalność w POW[26][27])